# Peloribates longipilosus
Peloribates longipilosus är en kvalsterart som beskrevs av Csiszár 1962. Peloribates longipilosus ingår i släktet Peloribates och familjen Haplozetidae. Inga underarter finns listade i Catalogue of Life.